# Torpedo californica
Torpedo californica Ayres, 1855 è una specie appartenente alla famiglia Torpedinidae.
È endemica delle acque costiere del nord-est del Pacifico, dalla Bassa California alla Columbia Britannica. In genere predilige i fondali sabbiosi, ma anche le scogliere e le foreste di kelp. Vive in acque non troppo profonde e la si può trovare fino a 200 metri di profondità.
È una specie solitaria dalle abitudini notturne. In lingua inglese viene chiamata  Pacific electric ray perché è in grado di generare una tensione elettrica di 50 volt che usa per predare o per scopi difensivi.
La scossa elettrica è in grado di stordire un uomo. La Torpedo californica però ha un difetto, ha gli occhi sopra ma la bocca sotto e quando caccia questo gli crea difficoltà nel mangiare infatti la preda dopo essere stata stordita non viene mangiata dalla torpedo californica ma lasciata cadere sul fondale.